# Sziksa
Sziksa (jidysz שיקסע, YIVO: shikse, shikses; ang. shikse/schikse/schiksa/shiksa, MAF: [ˈʃɪksə]) – słowo z języka jidysz, zapożyczone w wielu językach europejskich m.in. polskim, angielskim, niemieckim czy ukraińskim, stosowane na określenie młodej, przeważnie atrakcyjnej, kobiety nie-Żydówki i jest określeniem o raczej pejoratywnym wydźwięku. 

## Etymologia
Według Ericha Frieda słowo wywodzi się z hebrajskiego schekezeh, będącego żeńskim odpowiednikiem schekez  ("robactwo"). Podobne wyjaśnienie znajduje się w słowniku Merriama-Webstera. W jidysz. Analogicznie, dla nieżydowskiej dziewczynki, określenie w języku jidysz to "szikselba", które jednocześnie oznacza dosłownie "kurwa". Inne żydowskie określenia na nie-Żydówkę to nachrija i goja. Wśród ortodoksyjnych Żydów termin używany jest także na określenie młodej Żydówki nieprzestrzegającej żydowskich nakazów religijnych.
Według słownika niemiecko-polskiego, słowo Schicksel (wym. sziksel) oznacza dziewczynę żydowską. Według tego samego źródła, słowo Schickse (wym. szikse) było używane na określenie dziewczyny chrześcijańskiej przez Żydów, a dziewczyny żydowskiej przez Niemców. Jednak drugie znaczenie słowa Schickse podane w słowniku jest pejoratywne niezależnie od narodowości, gdyż oznacza dziwkę, prostytutkę.

## Współczesne znaczenie
Współczesne znaczenia słowa shiksa były ostatnio dyskutowane wśród społeczności żydowskich. W jednym przypadku, pochodząca z Houston Shannon O., opisywana jako piękna blond-shiksa i ofiara namiętności rabina T. z Rockland County w USA (który co prawda twierdził, że sam był jej ofiarą), zdołała jednak przejść na judaizm w Izraelu, stając się Rachelą. W innym przypadku, raport policji z Toronto w Kanadzie za rok 2009 zdobył sobie rozgłos, ponieważ uwzględniono w nim nową kategorię ofiar zbrodni nienawiści. Ofiarami tymi są nieżydowskie sziksy (Non-Jewish Shikse). Jeden przypadek takiego przestępstwa został opisany w raporcie policji. Definicja przestępstwa wzbudziła kontrowersje.
Pismo społeczności Żydów ortodoksyjnych Vos Iz Neias poinformowało o stanowisku Kongresu Żydów Kanadyjskich, który uznał, że działania policji w tej sprawie przekroczyły granice absurdu. Według artykułu, nie podano szczegółowego opisu zdarzenia i informacji o postępowaniu i ukaraniu sprawcy czynu. Jednak jeden z autorów wypowiedzi w dyskusji (ponad 80 wypowiedzi na forum pod wspomnianym artykułem, post z godz. 9:08 17 maja 2010) twierdzi, że sprawę zgłosił do policji żydowski nastolatek, któremu jego żydowski sąsiad powiedział, by ten porzucił swoją nieżydowską dziewczynę, ponieważ jest ona "sziksą". Spowodowało to lawinę wystąpień, w których dyskutowano, kogo można określić jako "sziksę" i czy nazwanie kogoś w ten sposób można obecnie uznać za zniewagę. Wielu dyskutantów w tym numerze Vos Iz Neias zgadzało się, że jest to słowo obraźliwe. Przeważał pogląd, że użycie tego słowa podważa autorytet moralny osoby, która takiego słowa używa, nawet jeśli chce osiągnąć dobry cel. Były również opinie przeciwne, według których logicznie kryteria terminu shiksa spełnia obecnie 99% kobiet na świecie, niezależnie od rasy, pochodzenia etnicznego, religii, języka, wieku itd., a więc trudno użycie tego słowa uważać za dyskryminujące.
Kategoria ofiar "Non-Jewish Shikse", wymieniona w raporcie za rok 2009, nie pojawiła się w raportach policji z Toronto za lata 2010 i 2011.
Menachem Kaiser dochodzi do wniosku, że pomimo burzliwej przeszłości, termin ten nie ma już obraźliwego znaczenia. Wyprowadzając pochodzenie słowa "shiksa", Kaiser zauważa, że słowo shiksa można uważać za żeński odpowiednik słowa sheygetz, które pojawia się w Talmudzie i w tym sensie można przypisać temu słowu wiek 1700 lat, jednak nie podaje żadnego przypadku użycia tego słowa na piśmie w ciągu czasu, który upłynął do XIX wieku. Kaiser zaznacza, że napływ emigrantów z Europy Wschodniej, którzy używali jidysz, do Wielkiej Brytanii w XIX wieku wpłynął ożywczo na rozwój slangu kryminalnego w tym kraju i cytuje pierwsze zarejestrowane przypadki użycia zbliżonych słów shakester i shikster w języku angielskim na podstawie słownika slangu z roku 1865 i czasopisma Punch z roku 1850.
Jako pierwszy przykład, w którym użyto słowa shiksa w tej pisowni Kaiser cytuje zdanie We must keep a Shiksah to attend the Shabbosfire, które napisał Israel Zangwill w Children of the Ghetto w roku 1892. Ten przykład nie mówi nic o atrakcyjności osoby określonej jako shiksa. Zdaniem Kaisera, shiksa pojawia się w następnie w literaturze dopiero w roku 1899 jako the schveet young shiksa w utworze satyrycznym na temat Żydów z East End w Londynie. Jednak rola sziksy w tym cytacie ogranicza się wyłącznie do odpowiedzi Nie na pytanie, czy przyszedł telegram do pana Motzabergera.

## Język polski
W języku polskim słowo siksa, mimo że zapożyczone z jidysz, zyskało odmienne znaczenie poprzez proces asonacji (skojarzenia dźwiękowego) oraz adideacji (skojarzenia znaczeniowego) ze słowem "sikać". Odnotowane zostało po raz pierwszy w tzw. słowniku warszawskim w 1915 roku jako gwarowe, w dwóch znaczeniach: "dziewczyny zeszczywającej się w łóżko" oraz niedorosłej dziewczyny, sikory, kozy. Obecnie oznacza, w odcieniu żartobliwym bądź lekceważącym, niedorosłą dziewczynę, „smarkulę”. Tłumacze literatury amerykańskiej (np. Anna Kołyszko) na pejoratywne określenie nie-Żydówki stosują słowo sziksa.
"Słownik slangu & potocznej angielszczyzny" umieszcza słowa angielskie shiksa, shikse(h) w grupach 11 Rasizm i ksenofobia i 12 Obca inwazja. Chociaż polska wersja sziksa jest podana w nawiasie - tłumaczenie w podanym przykładzie brzmi nie-Żydówka, (dziewczyna) nie-żydowska.

## Użycie w kulturze popularnej
- W filmie Zgaga z 1986 roku z Meryl Streep i Jackiem Nicholsonem, postać grana przez Stockard Channing tak wypowiada się o sobie samej.
- W filmie Wybór Zofii z 1982 Nathan nazywa tak Zofię graną przez Meryl Streep, tłumacząc zaraz definicję "sziksa to gojka, dziewczyna wyznania nieżydowskiego"
- W musicalu Śpiewak jazzbandu matka Jakie wypowiada kwestię "Maybe he's fallen in love with a shiksa."
- W powieści Philipa Rotha Kompleks Portnoya bohater, Alexander Portnoy, wielokrotnie używa terminu sziksa wobec atrakcyjnych nie-Żydówek.
- W serialu Teoria wielkiego podrywu Raj i Howard rozmawiają o sziksie.
- W serialu Dr House Gregory House nazywa tak matkę Lisy Cuddy
- W serialu Unorthodox określenie "sziksa" pojawia się wielokrotnie w odniesieniu do kobiet nie-Żydówek.